# Cafasse
Cafasse és un comune (municipi) de la ciutat metropolitana de Torí, a la regió italiana del Piemont, situat a uns 25 quilòmetres al nord-oest de Torí. A 1 de gener de 2019 la seva població era de 3.416 habitants.
Cafasse limita amb els següents municipis: Balangero, Fiano, Germagnano, Lanzo Torinese, Mathi, Vallo Torinese i Villanova Canavese.